# Amblyeleotris novaecaledoniae
Amblyeleotris novaecaledoniae là một loài cá biển thuộc chi Amblyeleotris trong họ Cá bống trắng. Loài cá này được mô tả lần đầu tiên vào năm 1981.

## Từ nguyên
Từ định danh novaecaledoniae được đặt theo tên gọi của đảo quốc Nouvelle-Calédonie, nơi mà mẫu định danh của loài cá này được thu thập.

## Phạm vi phân bố và môi trường sống
Ngoài Nouvelle-Calédonie, A. novaecaledoniae còn được ghi nhận tại Tonga và Papua New Guinea, tuy nhiên báo cáo tại Papua cần được xác minh lại.
A. novaecaledoniae sinh sống trên nền cát và bùn của rạn san hô và thảm cỏ biển, độ sâu khoảng 3–20 m.

## Mô tả
Chiều dài cơ thể lớn nhất được ghi nhận ở A. novaecaledoniae là 9,5 cm. Đầu và thân màu trắng, có 5 vạch sọc nâu cam trên thân và một sọc băng qua mắt. Vùng lưng và đầu lốm đốm xanh lam. Đuôi có vệt cong chữ C màu nâu cam.

## Sinh thái
A. novaecaledoniae sống cộng sinh với tôm gõ mõ Alpheus. Trong mùa sinh sản, chúng sống thành từng đôi trong cùng một hang, trứng được cá bố bảo vệ.